# Charakteristische Gleichung
Die charakteristische Gleichung ist in der Theorie der gewöhnlichen Differentialgleichungen ein Hilfsmittel, um Lösungen von linearen Differentialgleichungen mit konstanten Koeffizienten zu berechnen. Durch sie wird die Bestimmung eines Fundamentalsystems der Differentialgleichung auf die Lösung einer Polynomgleichung zurückgeführt.
Ein analoges Verfahren kann auch zur Lösung linearer Differenzengleichungen mit konstanten Koeffizienten verwendet werden.
Leonhard Euler berichtete über diese Lösungsmethode für Differentialgleichungen im Fall konstanter Koeffizienten 1739 in einem Brief an Johann I Bernoulli, noch ohne mehrfache Lösungen der charakteristischen Gleichung zu berücksichtigen. Eine Lösung für eine Differentialgleichung mit mehrfachen Nullstellen in der charakteristischen Gleichung findet sich jedoch dann später in Eulers Institutiones calculi integralis.
Weiter haben Augustin-Louis Cauchy und Gaspard Monge dazu geforscht.

## Definition
Gegeben sei eine homogene lineare Differentialgleichung {\displaystyle n}-ter Ordnung der Gestalt
{\displaystyle a_{n}y^{(n)}(x)+a_{n-1}y^{(n-1)}(x)+\dotsb +a_{1}y'(x)+a_{0}y(x)=0}
für eine gesuchte Funktion {\displaystyle y\colon \mathbb {R} \to \mathbb {C} } mit konstanten komplexen Koeffizienten {\displaystyle a_{k}\in \mathbb {C} }, {\displaystyle k=0,\dotsc ,n}, {\displaystyle a_{n}\neq 0}. Dann lautet die zugehörige charakteristische Gleichung
{\displaystyle a_{n}\lambda ^{n}+a_{n-1}\lambda ^{n-1}+\dotsb +a_{1}\lambda +a_{0}=0}.
Das Polynom
{\displaystyle P(\lambda )=\sum _{k=0}^{n}a_{k}\lambda ^{k}}
auf der linken Seite der Gleichung wird auch charakteristisches Polynom der Differentialgleichung genannt.
Formal erhält man also die charakteristische Gleichung {\displaystyle P(\lambda )=0}, indem man die {\displaystyle k}-te Ableitung von {\displaystyle y} durch die {\displaystyle k}-te Potenz der Polynomvariable (hier {\displaystyle \lambda } genannt) ersetzt.

## Lösungen
Gemäß der Theorie linearer Differentialgleichungen bildet die Lösungsmenge einer homogenen linearen Differentialgleichung {\displaystyle n}-ter Ordnung einen {\displaystyle n}-dimensionalen Vektorraum. Demnach genügt es für die Bestimmung der allgemeinen Lösung {\displaystyle n} linear unabhängige Lösungen der Differentialgleichung zu finden. Nach dem Fundamentalsatz der Algebra hat das Polynom {\displaystyle P(\lambda )} genau {\displaystyle n} komplexe Nullstellen {\displaystyle \lambda _{1},\dotsc ,\lambda _{n}}, wenn man diese gemäß ihrer Vielfachheit zählt. Im Folgenden wird dargestellt, wie mit Hilfe dieser Nullstellen der charakteristischen Gleichung stets eine Basis des Lösungsraums der Differentialgleichung, also ein Fundamentalsystem, angegeben werden kann. Ist allgemein {\displaystyle \varphi _{1},\dotsc ,\varphi _{n}} eine solche Basis, dann ist
{\displaystyle y(x)=c_{1}\varphi _{1}(x)+\dotsb +c_{n}\varphi _{n}(x)}
mit {\displaystyle c_{1},\dotsc ,c_{n}\in \mathbb {C} } die allgemeine Lösung der gegebenen Differentialgleichung. Liegt ein Anfangswert- oder Randwertproblem vor, so können anschließend die Koeffizienten {\displaystyle c_{1},\dotsc ,c_{n}} aus den zusätzlich gegebenen Bedingungen bestimmt werden.

### Einfache Lösungen
Der Ansatz {\displaystyle y(x)=e^{\lambda x}} mit einem unbekannten {\displaystyle \lambda \in \mathbb {C} } führt wegen {\displaystyle y^{(k)}(x)=\lambda ^{k}e^{\lambda x}} auf die Gleichung {\displaystyle \sum _{k=0}^{n}a_{k}\lambda ^{k}e^{\lambda x}=0} und somit nach Division durch {\displaystyle e^{\lambda x}\neq 0} auf die charakteristische Gleichung. Es gilt also:
Die Funktion {\displaystyle y(x)=e^{\lambda x}} ist genau dann eine Lösung der Differentialgleichung, wenn {\displaystyle \lambda } eine Lösung der charakteristischen Gleichung ist.
Falls nun alle Nullstellen {\displaystyle \lambda _{1},\dotsc ,\lambda _{n}} voneinander verschieden sind, bekommt man auf diese Weise {\displaystyle n} verschiedene Lösungen {\displaystyle y_{j}(x)=e^{\lambda _{j}x}} der Differentialgleichung und es lässt sich zeigen, dass diese auch linear unabhängig sind. Die allgemeine Lösung lautet daher in diesem Fall
{\displaystyle y(x)=c_{1}e^{\lambda _{1}x}+\dotsb +c_{n}e^{\lambda _{n}x}}
mit frei wählbaren Konstanten {\displaystyle c_{1},\dotsc ,c_{n}\in \mathbb {C} }.

### Mehrfache Lösungen
Ist dagegen {\displaystyle \lambda } eine mehrfache Lösung der charakteristischen Gleichung, so erhält man auf diese Weise nur eine Lösung {\displaystyle e^{\lambda x}}, also auch kein Fundamentalsystem mehr. In diesem Fall können aber auf einfache Weise weitere linear unabhängige Lösungen angegeben werden:
Ist {\displaystyle \lambda } eine {\displaystyle m}-fache Nullstelle des charakteristischen Polynoms, dann sind {\displaystyle y_{1}(x)=e^{\lambda x},y_{2}(x)=xe^{\lambda x},\dotsc ,y_{m}(x)=x^{m-1}e^{\lambda x}} linear unabhängige Lösungen der Differentialgleichung.

### Komplexe Lösungen bei reeller Gleichung
Im Folgenden seien alle Koeffizienten {\displaystyle a_{0},\dotsc ,a_{n}} reelle Zahlen. In diesem Fall ist man häufig nur an reellen Lösungen der Differentialgleichung und damit auch an einem reellen Fundamentalsystem interessiert. Ist {\displaystyle \lambda =\alpha +i\beta } mit {\displaystyle \alpha ,\beta \in \mathbb {R} }, {\displaystyle \beta \neq 0} eine komplexe Lösung von {\displaystyle P(\lambda )=0}, dann ist die konjugiert komplexe Zahl {\displaystyle {\overline {\lambda }}=\alpha -i\beta } ebenfalls eine Lösung. Diese entsprechen linear unabhängigen komplexen Lösungen {\displaystyle y_{+}(x)=e^{\lambda x}=e^{\alpha x}e^{i\beta x}} und {\displaystyle y_{-}(x)=e^{{\overline {\lambda }}x}=e^{\alpha x}e^{-i\beta x}} der Differentialgleichung. Mit Hilfe der eulerschen Formel
erhält man hieraus
{\displaystyle y_{1}(x)={\frac {y_{+}(x)+y_{-}(x)}{2}}=\operatorname {Re} (y_{+}(x))=e^{\alpha x}\cos(\beta x)}
und
{\displaystyle y_{2}(x)={\frac {y_{+}(x)-y_{-}(x)}{2i}}=\operatorname {Im} (y_{+}(x))=e^{\alpha x}\sin(\beta x)}
als reelle Lösungen der Differentialgleichung. Diese sind ebenfalls linear unabhängig. Analog kann man im Falle mehrfacher komplexer Lösungen jeweils durch Übergang zum Real- und Imaginärteil zu jedem Paar konjugiert komplexer Lösungen zwei linear unabhängige reelle Lösungen konstruieren. So ergeben sich aus den konjugiert komplexen Lösungen {\displaystyle x^{j}e^{(\alpha \pm i\beta )x}} die beiden reellen Lösungen {\displaystyle x^{j}e^{\alpha x}\cos(\beta x)} und {\displaystyle x^{j}e^{\alpha x}\sin(\beta x)}.

## Beispiele
- Die charakteristische Gleichung der Differentialgleichung {\displaystyle y''+y'-6y=0} lautet {\displaystyle \lambda ^{2}+\lambda -6=0} und hat die Lösungen {\displaystyle \lambda _{1}=2} und {\displaystyle \lambda _{2}=-3}. Damit erhält man das Fundamentalsystem {\displaystyle y_{1}(x)=e^{2x}}, {\displaystyle y_{2}(x)=e^{-3x}} und die allgemeine Lösung der Differentialgleichung lautet {\displaystyle y(x)=c_{1}e^{2x}+c_{2}e^{-3x}}.
- Die Schwingungsgleichung {\displaystyle {\ddot {x}}(t)+\omega _{0}^{2}x(t)=0} mit {\displaystyle \omega _{0}>0} hat die charakteristische Gleichung {\displaystyle \lambda ^{2}+\omega _{0}^{2}=0} mit den konjugiert komplexen Lösungen {\displaystyle \lambda _{1,2}=\pm i\omega _{0}}. Ein komplexes Fundamentalsystem ist also {\displaystyle e^{i\omega _{0}t},e^{-i\omega _{0}t}}, ein reelles {\displaystyle \cos(\omega _{0}t),\sin(\omega _{0}t)}. Die allgemeine Lösung ist also {\displaystyle x(t)=c_{1}\cos(\omega _{0}t)+c_{2}\sin(\omega _{0}t)}.
- Die Differentialgleichung

{\displaystyle {y}^{(7)}-16\,{y}^{(6)}+108\,{y}^{(5)}-392\,{y}^{(4)}+804\,{y'''}-880\,{y''}+400\,y'=0}
hat die charakteristische Gleichung
{\displaystyle {\lambda }^{7}-16\,{\lambda }^{6}+108\,{\lambda }^{5}-392\,{\lambda }^{4}+804\,{\lambda }^{3}-880\,{\lambda }^{2}+400\,\lambda =0}.
Diese hat die sieben Nullstellen (mit Vielfachheit)
{\displaystyle 0,2,2,3+i,3+i,3-i,3-i}.
Daraus erhält man das reelle Fundamentalsystem
{\displaystyle 1,e^{2x},xe^{2x},e^{3x}\cos(x),e^{3x}\sin(x),xe^{3x}\cos(x),xe^{3x}\sin(x)}
und die allgemeine Lösung
{\displaystyle y(x)=c_{1}+c_{2}e^{2x}+c_{3}xe^{2x}+c_{4}e^{3x}\cos(x)+c_{5}e^{3x}\sin(x)+c_{6}xe^{3x}\cos(x)+c_{7}xe^{3x}\sin(x)}.